# 韦纳奇国家森林
韦纳奇国家森林（英語：Wenatchee National Forest）是位于华盛顿州的美国国家森林。其面积1,735,394英畝（7,022.89平方），沿着喀斯喀特山脉东坡绵延，从奥卡纳干国家森林延续到吉福德·平肖国家森林。森林位于奇兰县、基帝塔什縣和雅基馬縣内。